# الهام مهدی‌اف
الهام مهدی‌اف (ترکی آذربایجانی: İlham İsmayıl oğlu Mehdiyev؛ زادهٔ ۲ اوت ۱۹۶۵)افسر و سپهبد آذربایجانی است که هم‌اکنون مسئولیت معاونت نیروی مرزبانی جمهوری آذربایجان را بر عهده دارد. وی قبلاً رئیس گارد ساحلی، از زیرمجموعه‌های نیروی مرزی آذربایجان، بود. مهدی‌اف که فرماندهی نیروهای مرزی آذربایجان را در طول جنگ دوم قره‌باغ کوهستانی را بر عهده داشت، پس از اتمام جنگ نشان قهرمان جنگ میهنی را دریافت کرد.

## اوایل زندگی و خدمت نظامی

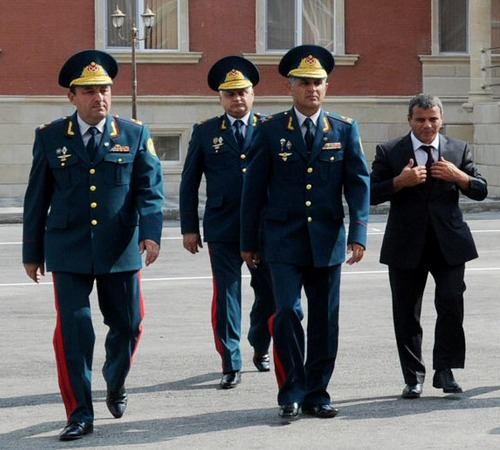
افتتاح پادگان و مجتمع مسکونی واحد نظامی جدید "N" سرویس مرزی دولتی در یولاخ

الهام مهدی‌اف ۲ اوت سال ۱۹۶۵ در روستای حنیفه شهرستان بالاکن در آذربایجان شوروی سابق زاده شد.
مهدیف در سال ۱۹۹۳ خدمت نظامی خود را در صفوف نیروهای مسلح جمهوری آذربایجان آغاز کرد. تا سال ۱۰۰۶ نه تنها به سرلشکری ارتقاء درجه یافت، بلکه به قائم مقامی نیروی مرزی جمهوری آذربایجان و ریاست گارد ساحلی آن نیرو هم رسید.
در جنگ دوم قره‌باغ کوهستانی حضور پیدا کرده و فرماندهی نیروهای مرزی در جریان عملیات‌های وادی ارس را به عهده گرفت. نیروهای تحت امر او طی ده روز به عمق ۱۰۰ کیلومتری خط مقدم جبهه پیشروی کردند و شهرستان‌های جبرئیل و زنگلان، و نیز پل‌های خداآفرین را بازپس‌گرفتند.

## زندگی شخصی
الهام مهدی‌اف متأهل و دارای ۳ فرزند است.

## نشان‌ها
- نشان لیاقت نظامی: ۱۶ اوت سال ۲۰۰۲، از سوی حیدر علی‌اف[۵]
- نشان برای وطن: ۱۶ اوت سال ۲۰۰۷، از سوی الهام علی‌اف[۶]
- نشان برای خدمت به میهن: ۱۸ اوت سال ۲۰۰۸، توسط الهام علی‌اف[۷]
- نشان پرچم آذربایجان: ۱۴ اوت سال ۲۰۱۲، توسط الهام علی‌اف[۸]
- نشان برای قهرمانی: ۱۵ اوت سال ۲۰۱۴، توسط الهام علی‌اف[۹]
- درجه نظامی سپهبد: ماه اوت سال ۲۰۱۶
- «نشان شجاعت»: ۱۶ اوت سال ۲۰۱۹، از جانب الهام علی‌اف[۱۰][۱۱]
- نشان قهرمان جنگ میهنی (عالی‌ترین نشان در جمهوری آذربایجان): ۹ دسامبر سال ۲۰۲۰، از سوی الهام علی‌اف[۱۲]
- نشان برای آزادسازی جبرئیل: ۲۴ دسامبر سال ۲۰۲۰، از سوی الهام علی‌اف[۱۳]
- نشان برای آزادسازی زنگلان: ۲۵ دسامبر سال ۲۰۲۰، توسط الهام علی‌اف[۱۴]